# Flawiusz
Flawiuszⓘ – imię męskie pochodzenia łacińskiego. Wywodzi się od imienia rzymskiego rodu Flawiuszów. Po łacinie znaczy "złoty".
Flawiusz imieniny obchodzi: 18 lutego, 18 kwietnia i 22 czerwca.
Znane osoby noszące imię Flawiusz:
- Flawiusz Juliusz Konstans, cesarz rzymski
- Flawiusz Arrian
- Flawiusz Honoriusz
- Flawiusz Klemens – rzymski dostojnik, konsul w 95 roku, przypuszczalnie sympatyzujący z chrześcijaństwem
- Flawiusz Silwa
- Flawiusz Wiktor
- Kasjodor, właśc. Flawiusz Magnus Aureliusz Kasjodor

Znane osoby o nazwisku Flawiusz:
- Józef Flawiusz
- Tytus Flawiusz
- Aecjusz Flawiusz

Żeński odpowiednik: Flawia.